# Anders Due
Anders Due Hansen, född 17 mars 1982, är en dansk fotbollsspelare som har spelat sammanlagt 6 säsonger för Superligaen-klubben Aalborg BK. Han har sedan spelat för FC Vestsjælland och hade kontrakt med Nykøbing FC till och med 2017.
Han spelade tre matcher samt gjorde ett mål för det danska ligalandslaget under 2006.[källa behövs]